# Real Casa de Correus
La Real Casa de Correus és un edifici localitzat entre la Plaça de la Puerta del Sol (Madrid) i els carrers de Correo, Carretas i San Ricardo. És l'actual seu de la Comunitat de Madrid. El rellotge de l'edifici està lligat a l'establiment de l'hora del país espanyol i les dotze campanades de la Nit de cap d'any. Fou construït a la fi de la segona meitat del segle xviii, sent l'edifici més antic de la Puerta del Sol.

## Història
L'edifici ocupa una illa de cases que abans formaven 37 cases humils. Les cases foren tombades entre 1725 i 1760 per a l'eixample de la Puerta del Sol. Ferran VI va ser qui pensà en l'edifici per al servei de Correus i Postes, de manera que adquirí els terrenys establerts a la Reial Ordre de 29 de setembre de 1750. S'encarregà el projecte a Venture Rodríguez, però per l'escàndol Graez, caigué en desgràcia per al rei i fou traslladat a Valladolid. El projecte passà a ser responsabilitat de Jaime Marquet, un arquitecte francès. Jaime Marquet acabà la construcció quan Carles III regnava, el 1768. El 1833, Ramón de Mesoreno Romanos informà que era utilitzada de presó provisional, anomenada Vivak. També informa que va ser criticat negativament per diversos aspectes de l'edifici.
El 18 de gener de 1835, el tinent general José de Canterac acudí a la Puerta del Sol per a sufocar una revolta protagonitzada por Cayetano Cardero, oficial del Regimento d'Aragó, que s'havia apostat a la Casa de Correos per defendre l'Estatut Reial de 1834. Després d'unes primeres accions de combat, mor el tinent general J. Canterac. El 1848, el Govern concedií a la família del general mort el títol de compte de Casa Canterac.
En 1845 s'instal·la una torreta a l'edifici, sobre ella s'estableix un telègraf òptic que comunicava amb el cuartell de guàrdies, esta torreta va ser eliminada quan s'instal·là un telègraf. En temps del regnat d'Isabel II, un enginyer milita, Mariano Albo, va descriure les primeres necessitats de reformar la Puerta del Sol. La victòria del 7 de febrer de 1860 en la batalla de Tetuán va provocar que es fera una celebració gran a la Puerta del Sol, donant la reina un discurs des de l'edifici.
Entre 1846 i 1936, fou la seu del Ministeri de Governació. Els primers rellotges foron tres (un per cada costat de la torreta), i molt possiblement quatre. Des de 1939, la seu de la Direcció General de Seguretat. El 13 de setembre de 1974 ETA politicomilitar comet el denominat atemptat del carrer del Correo, via adjacent a l'edifici de Governación. Una bomba explotà a migdia a la "Cafetería Rolando" i causà dotze morts i més de setanta ferits.
Amb l'ús de seu de la Comunitat de Madrid, es va remodelar. Els encarregats de la remodelació foren els arquitectes Javier Ortega i Antonio Riviere, sota la direcció d'Antón Capitel. Les obres es feren entre el 3 d'octubre de 1996 i el 24 de gener de 1998.

## Presència en la literatura
L'edifici té presència en la literatura. Així, la trama de El arquitecto y el relojero (2000) de Jerónimo López Mozo transcorre a l'edifici i pels voltants de la plaça de la Puerta del Sol.